# 자칼이 온다
《자칼이 온다》는 2012년에 개봉한 대한민국의 영화이다. 대한민국 개봉 전에 일본, 태국, 싱가포르, 인도네시아, 말레이시아, 브루나이 해외 6개국에 선판매되었다.

## 줄거리
FBI 출신 특수요원 신팀장(한상진 분)은 희대의 킬러 자칼이 자살로 위장해 살해한 시체에서 범행 장소와 시각이 적혀있는 암살 예고 메시지를 발견하고, 자칼을 잡기위해 성주에 위치한 한 호텔에 잠복하게 된다. 한류스타 최현(김재중 분)은 뮤직비디오 촬영 중에 내연의 관계에 있는 안젤라(김성령 분)을 만나기 위해 촬영지를 떠나 성주에 위치한 또 다른 호텔 파라다이스 호텔에 투숙한다. 안젤라를 기다리던 최현은 자신을 살해하러 온 킬러 봉민정을 만나게 되고, 어리숙한 킬러 봉민정은 최현의 변명과 거짓말에 혼란을 느낀다. 자신이 잠복해 있던 일류 호텔이 자칼이 지목한 호텔이 아닐 수 있다는 제보를 받은 신팀장은 허름한 파라다이스 호텔로 잠복 장소를 옮기고 지역 경찰인 마반장(오달수 분)과 유순경(서이안 분)의 도움을 받게된다. 이렇게 한 호텔에 모인 한류스타와 킬러 그리고 경찰이 기상천외한 해프닝을 벌인다.

## 캐스팅
- 송지효 - 봉민정 역
- 김재중 - 최현 역
- 오달수 - 마 반장 역
- 김성령 - 안젤라 역
- 한상진 - 신 팀장 역
- 이광수 - 도 형사 역
- 장태성 - 석 형사 역
- 라미란 - 청소 아줌마 역
- 서동원 - 벨보이 역
- 서이안 - 유 순경 역
- 임현성 - 매니저 역
- 신동미 - 선영 역
- 주민하 - 스토커녀 역
- 박용팔 - 할배 역
- 김경란 - 할매 역
- 윤상화 - 브로커 역
- 유재명 - 시의원 역
- 유재동 - 정장남 역
- 조용석 - 권남기박사 역
- 최은석 - 박 반장 역
- 김성태 - 힐튼수사요원 3 역
- 윤진하 - 자살남 역
- 진주형 - 도서관남 역
- 테오 - 콧수염 역
- 태항호 - 성주서형사 2 역
- 김용건 - 안젤라 남편 역 (특별출연)
- 전헌태 - 정신과의사 역 (특별출연)
- 김사희 - 뮤직비디오 여배우 역 (특별출연)